# Una voce nel tuo cuore
Una voce nel tuo cuore è un film italiano del 1949 diretto da Alberto D'Aversa.